# Казаско
Каза̀ско (на италиански: Casasco; на пиемонтски: Casasch, Казаск) е село и община в Северна Италия, провинция Алесандрия, регион Пиемонт. Разположено е на 398 m надморска височина. Населението на общината е 125 души (към 2010 г.).